# Kanton Pont-l’Évêque
Der Kanton Pont-l’Évêque ist seit 1790 ein französischer Wahlkreis im Département Calvados in der Region Normandie. Er umfasst 47 Gemeinden im Arrondissement Lisieux und hat sein bureau centralisateur in Pont-l’Évêque. Im Rahmen der landesweiten Neuordnung der französischen Kantone wurde er im Frühjahr 2015 erheblich erweitert.

## Gemeinden
Der Kanton besteht aus 47 Gemeinden mit insgesamt 28.919 Einwohnern (Stand: 1. Januar 2022) auf einer Gesamtfläche von 371,91 km²:
| Gemeinde                    | Einwohner 1. Januar 2022 | Fläche km² | Dichte Einw./km² | Code INSEE | Postleitzahl |
| --------------------------- | ------------------------ | ---------- | ---------------- | ---------- | ------------ |
| Beaumont-en-Auge            | 387                      | 7,98       | 48               | 14055      | 14950        |
| Benerville-sur-Mer          | 389                      | 3,03       | 128              | 14059      | 14910        |
| Blangy-le-Château           | 781                      | 10,62      | 74               | 14077      | 14130        |
| Blonville-sur-Mer           | 1.585                    | 6,80       | 233              | 14079      | 14910        |
| Bonneville-la-Louvet        | 822                      | 20,75      | 40               | 14085      | 14130        |
| Bonneville-sur-Touques      | 323                      | 6,63       | 49               | 14086      | 14800        |
| Canapville                  | 231                      | 2,50       | 92               | 14131      | 14800        |
| Clarbec                     | 321                      | 9,70       | 33               | 14161      | 14130        |
| Coquainvilliers             | 844                      | 11,90      | 71               | 14177      | 14130        |
| Englesqueville-en-Auge      | 113                      | 3,61       | 31               | 14238      | 14800        |
| Fauguernon                  | 228                      | 7,41       | 31               | 14260      | 14100        |
| Fierville-les-Parcs         | 236                      | 4,91       | 48               | 14269      | 14130        |
| Firfol                      | 367                      | 5,01       | 73               | 14270      | 14100        |
| Fumichon                    | 268                      | 6,63       | 40               | 14293      | 14590        |
| Glanville                   | 158                      | 6,43       | 25               | 14302      | 14950        |
| Hermival-les-Vaux           | 860                      | 13,76      | 63               | 14326      | 14100        |
| Le Breuil-en-Auge           | 959                      | 9,39       | 102              | 14102      | 14130        |
| Le Brévedent                | 203                      | 4,43       | 46               | 14104      | 14130        |
| Le Faulq                    | 325                      | 4,45       | 73               | 14261      | 14130        |
| Le Mesnil-sur-Blangy        | 164                      | 7,37       | 22               | 14426      | 14130        |
| Le Pin                      | 806                      | 11,53      | 70               | 14504      | 14590        |
| Les Authieux-sur-Calonne    | 276                      | 10,20      | 27               | 14032      | 14130        |
| Le Torquesne                | 529                      | 5,26       | 101              | 14694      | 14130        |
| Manneville-la-Pipard        | 262                      | 6,31       | 42               | 14399      | 14130        |
| Moyaux                      | 1.369                    | 16,23      | 84               | 14460      | 14590        |
| Norolles                    | 350                      | 6,52       | 54               | 14466      | 14100        |
| Ouilly-du-Houley            | 254                      | 8,92       | 28               | 14484      | 14590        |
| Ouilly-le-Vicomte           | 759                      | 7,73       | 98               | 14487      | 14100        |
| Pierrefitte-en-Auge         | 154                      | 5,48       | 28               | 14500      | 14130        |
| Pont-l’Évêque               | 5.116                    | 12,98      | 394              | 14514      | 14130        |
| Reux                        | 406                      | 7,39       | 55               | 14534      | 14130        |
| Rocques                     | 286                      | 6,14       | 47               | 14540      | 14100        |
| Saint-André-d’Hébertot      | 450                      | 9,79       | 46               | 14555      | 14130        |
| Saint-Arnoult               | 1.103                    | 5,12       | 215              | 14557      | 14800        |
| Saint-Benoît-d’Hébertot     | 467                      | 7,13       | 65               | 14563      | 14130        |
| Saint-Étienne-la-Thillaye   | 381                      | 12,36      | 31               | 14575      | 14950        |
| Saint-Hymer                 | 668                      | 12,32      | 54               | 14593      | 14130        |
| Saint-Julien-sur-Calonne    | 172                      | 8,54       | 20               | 14601      | 14130        |
| Saint-Martin-aux-Chartrains | 427                      | 5,06       | 84               | 14620      | 14130        |
| Saint-Philbert-des-Champs   | 650                      | 12,03      | 54               | 14644      | 14130        |
| Saint-Pierre-Azif           | 165                      | 6,17       | 27               | 14645      | 14950        |
| Surville                    | 474                      | 4,80       | 99               | 14682      | 14130        |
| Tourgéville                 | 846                      | 12,01      | 70               | 14701      | 14800        |
| Tourville-en-Auge           | 258                      | 3,16       | 82               | 14706      | 14130        |
| Vauville                    | 199                      | 5,13       | 39               | 14731      | 14800        |
| Vieux-Bourg                 | 91                       | 1,30       | 70               | 14748      | 14130        |
| Villers-sur-Mer             | 2.437                    | 8,99       | 271              | 14754      | 14640        |
| Kanton Pont-l’Évêque        | 28.919                   | 371,91     | 78               | 1421       | –            |

Bis zur landesweiten Neuordnung der französischen Kantone im März 2015 gehörten zum Kanton Pont-l’Évêque die 20 Gemeinden Beaumont-en-Auge, Bonneville-sur-Touques, Canapville, Clarbec, Coudray-Rabut, Drubec, Englesqueville-en-Auge, Glanville, Pierrefitte-en-Auge, Pont-l’Évêque, Reux, Saint-Benoît-d’Hébertot, Saint-Étienne-la-Thillaye, Saint-Hymer, Saint-Julien-sur-Calonne, Saint-Martin-aux-Chartrains, Surville, Tourville-en-Auge, Vauville und Vieux-Bourg. Sein Zuschnitt entsprach einer Fläche von 125,64 km2. Er besaß vor 2015 einen anderen INSEE-Code als heute, nämlich 1427.

## Veränderungen im Gemeindebestand seit der landesweiten Neuordnung der Kantone
2019: Fusion Coudray-Rabut und Pont-l’Évêque → Pont-l’Évêque

## Politik
| Vertreter im Departementrat | Vertreter im Departementrat     | Vertreter im Departementrat |
| Amtszeit                    | Namen                           | Partei                      |
| --------------------------- | ------------------------------- | --------------------------- |
| 1998–2015                   | Yves Deshayes                   | DVD                         |
| 2015–                       | Hubert Courseaux Audrey Gadenne | DVD                         |

## Bevölkerungsentwicklung
| 1962  | 1968  | 1975  | 1982  | 1990  | 1999  | 2006  | 2011   |
| ----- | ----- | ----- | ----- | ----- | ----- | ----- | ------ |
| .7677 | .7733 | .7875 | .8134 | .8824 | .9390 | .9820 | 10.200 |